# Exèrcit de terra
L'exèrcit de terra (llat. exercitus, "exercici", i després "exercici militar") és el component terrestre de qualsevol exèrcit, en contraposició amb la força aèria o exèrcit de l'aire i a l'armada o marina militar. Es la mes complerta en estratègia i logística.

## Armes i cossos (o serveis)
L'exèrcit de terra s'estructura internament en una sèrie de branques anomenades armes si són combatents (cadascuna caracteritzada pel tipus d'armament usat i per la manera de combatre), i cossos o serveis si tenen caire logístic, organitzatiu o de suport.
Segons els estats, les armes i els cossos/serveis poden rebre denominacions diferents, però en molts de casos equivalents:
- Infanteria (lleugera, de línia, mecanitzada, aerotransportada, caçadors de muntanya, etc.)
- Cavalleria (lleugera, pesant, blindada, cuirassada, aèria, etc.)
- Artilleria (lleugera, de campanya, cuirassada, antiaèria, costanera, etc.)
- Enginyers: (sapadors de combat, etc.).[2]

No obstant, els efectius d'aquestes categories se solen organitzar de manera combinada.

## Unitats
L'exèrcit de terra s'articula operativament en una estructura jeràrquica d'unitats militars. Per exemple, hi ha unitats com els regiments que s'agrupen en brigades, i aquestes en divisions, i així successivament. Les unitats poden pertànyer a una arma, cos o servei, i així hi ha unitats d'infanteria, d'artilleria, de sanitat, etc.; també hi ha unitats que combinen diverses armes. Cada unitat, almenys d'una certa envergadura (per exemple, de regiment en amunt), compta amb emblema propi; generalment els membres de la unitat duen aquest emblema a la part superior del braç.

## Història
Els exèrcits de l'Índia van ser dels primers del món. A la primera batalla registrada, la batalla dels Deu Reis, un rei hindú ari anomenat Sudas va derrotar una aliança de deu reis i els seus caps de suport. Durant l'edat del ferro, els imperis Maurya i Nanda tenien els exèrcits més grans del món, amb un màxim d'aproximadament 600.000 soldats d'infanteria, 30.000 de cavalleria, 8.000 carros de guerra i 9.000 elefants de guerra sense incloure els aliats dels estats tributaris.A l'època Gupta, es van reclutar grans exèrcits d'arcs llargs per lluitar contra els exèrcits d'arquers a cavall invasors. Els elefants, els piquers i la cavalleria eren altres tropes destacades.

### Xina

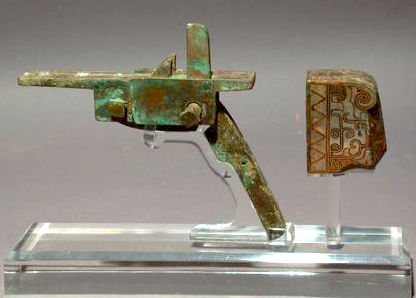
Un mecanisme de disparador de ballesta de bronze i una placa de culata que es van produir en massa durant el període dels Estats Combatents (475-221 aC)

Els estats de la Xina van aixecar exèrcits durant almenys 1.000 anys abans dels Anals de primavera i tardor. En el període dels Estats Combatents, la ballesta s'havia perfeccionat prou com per convertir-se en un secret militar, amb parabolts de bronze que podien perforar qualsevol armadura. Així, qualsevol poder polític d'un estat descansava sobre els exèrcits i la seva organització. La Xina va experimentar la consolidació política dels estats de Han (韓), Wei (魏), Chu (楚), Yan (燕), Zhao (趙) i Qi (齊), fins al 221 aC, Qin Shi Huang (秦始皇帝), el primer emperador de la dinastia Qin, va assolir el poder absolut. Aquest primer emperador de la Xina podria ordenar la creació d'un Exèrcit de guerrers de terracota per custodiar la seva tomba a la ciutat de Xi'an (西安), així com una realineació de la Gran Muralla Xinesa per enfortir el seu imperi contra la insurrecció, la invasió i la incursió.
L'art de la guerra de Sun Tzu segueix sent un dels Set clàssics militars de la Xina, tot i que té dos mil anys d'antiguitat. Atès que cap figura política no podria existir sense un exèrcit, es van prendre mesures per garantir que només els líders més capaços poguessin controlar els exèrcits. Burocràcies civils (士大夫) van sorgir per controlar el poder productiu dels estats, i el seu poder militar.

### Esparta

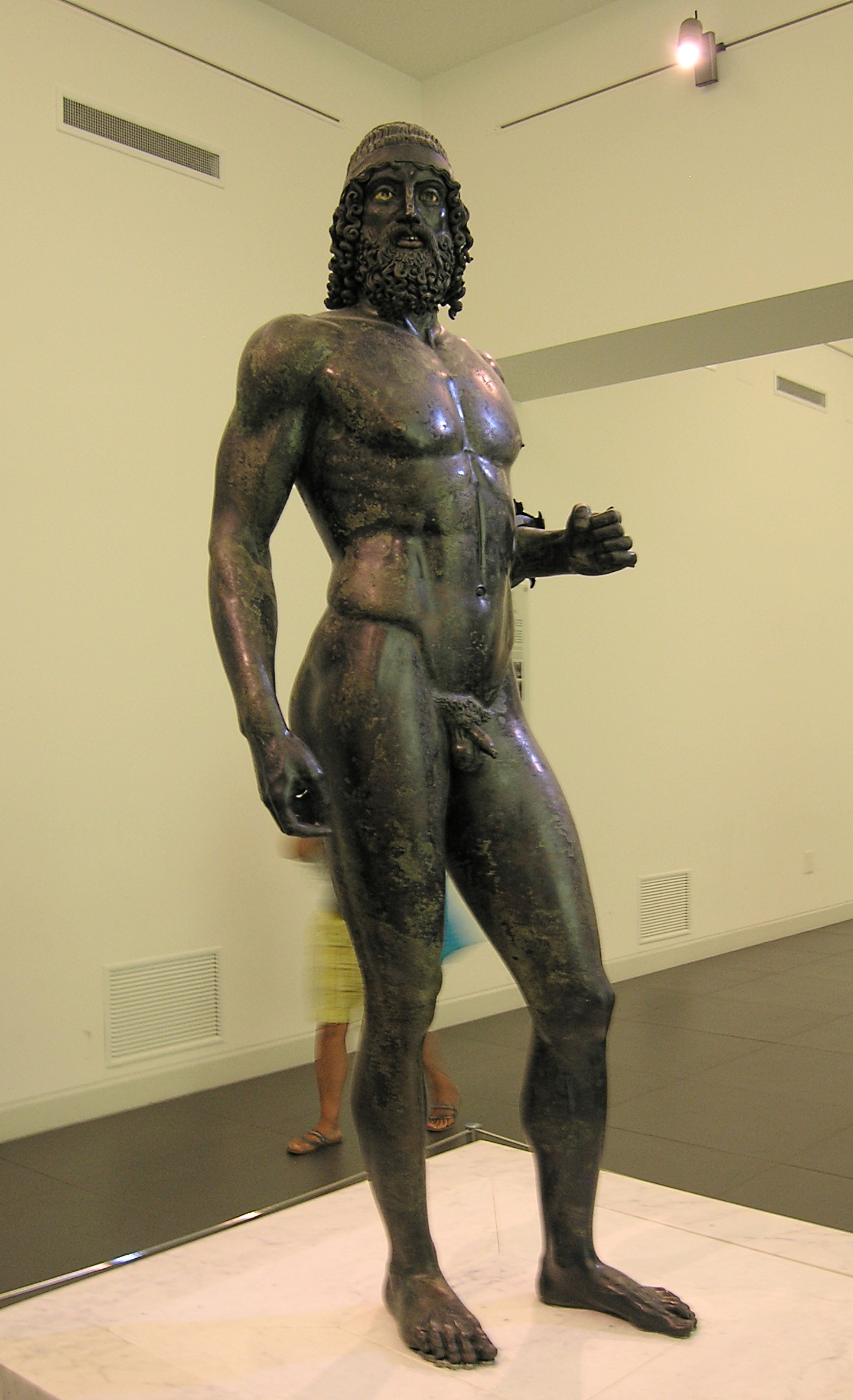
Un guerrer grec antic en bronze, Bronzes de Riace, c. 450 aC.

L'Exèrcit espartà va ser un dels primers exèrcits professionals coneguts. Els nois van ser enviats a una caserna als set o vuit anys per entrenar-se per convertir-se en soldat. Als trenta anys els van alliberar de la caserna i els van permetre casar-se i tenir una família. Després d'això, els homes van dedicar la seva vida a la guerra fins a la seva jubilació als 60 anys. L'exèrcit esparta estava format en gran part per hoplitess, equipats amb armes i armadures gairebé idèntiques entre si. Cada hoplita portava l'emblema esparta i un uniforme escarlata. Les peces principals d'aquesta armadura eren un escut rodó, una llança i un casc.

### Antiga Roma

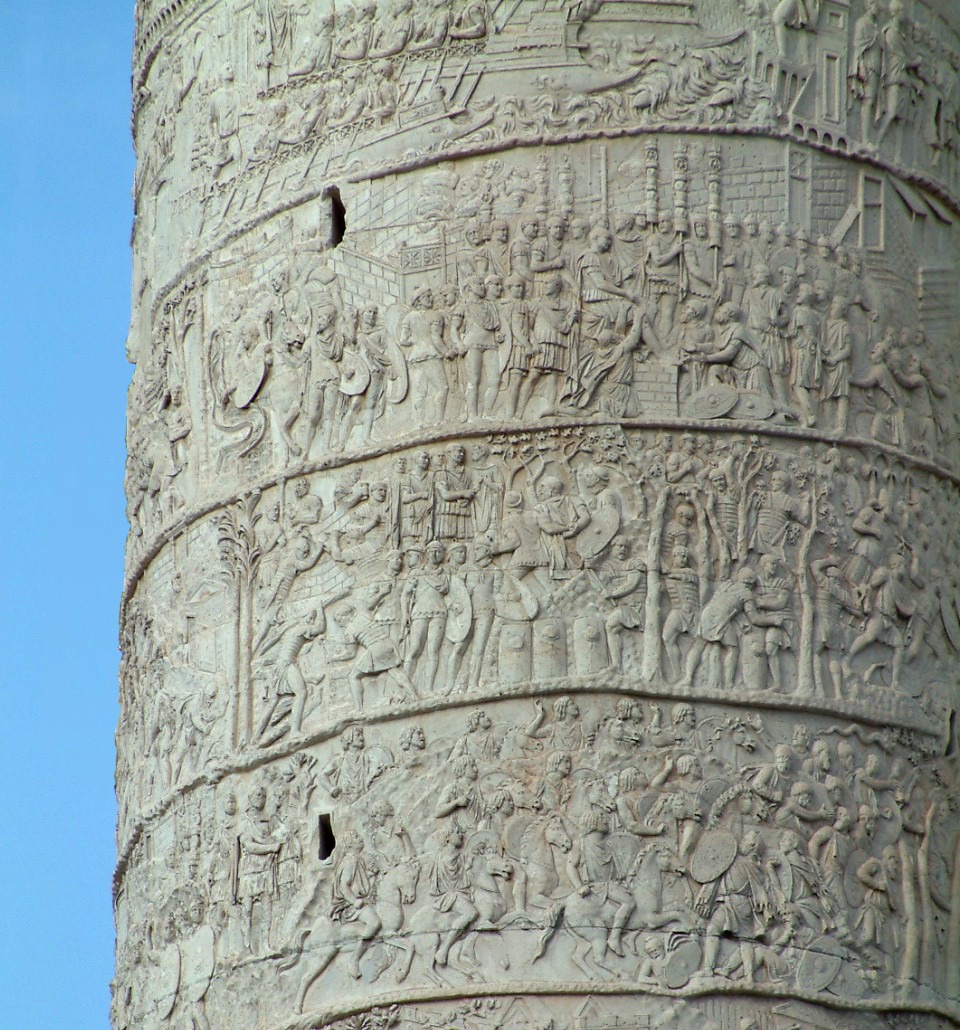
Una representació del segle II de soldats romans a la columna de Trajà

L'Exèrcit romà va tenir els seus orígens en l'exèrcit ciutadà de la República, que estava format per ciutadans que feien servei obligatori per a Roma. El reclutament va continuar sent el principal mètode a través del qual Roma reunia forces fins al final de la República. L'exèrcit finalment es va convertir en una organització professional majoritàriament de ciutadans, que servirien contínuament durant 25 anys abans de ser donats de baixa.
Els romans també es van destacar per fer ús de les tropes auxiliars, no romans que van servir amb la legió romana i van ocupar funcions que l'exèrcit romà tradicional no podia ocupar eficaçment. , com ara tropes d'escaramusses lleugeres i cavalleria pesada. Després del seu servei a l'exèrcit van ser fets ciutadans de Roma i després els seus fills també ho van ser. També els van donar terres i diners per establir-se a Roma. Al Imperi Romà tarda, aquestes tropes auxiliars, juntament amb mercenaris estrangers, es van convertir en el nucli de l'exèrcit romà; a més, a l'època de l'Imperi Romà tardà, tribus com els visigots eren pagades per servir com a mercenaris.

### Europa medieval

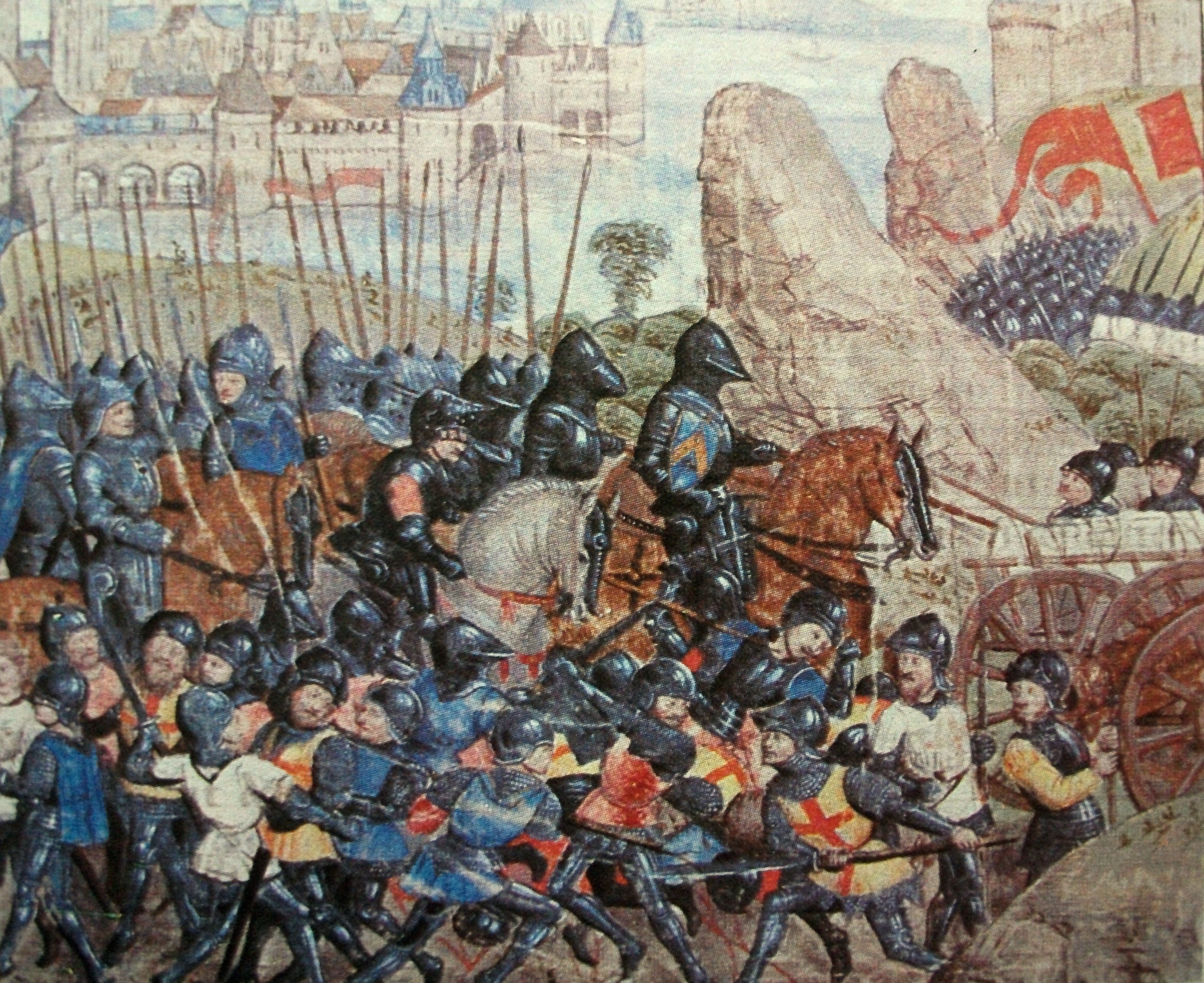
Els exèrcits de l'Edat Mitjana estaven formats per nobles cavallers, que prestaven servei al seu sovrànic i contractaven soldats de peu

A l'edat mitjana més antiga era l'obligació de cada aristòcrata respondre a la crida a la batalla amb el seu propi equipament, arquers i infanteria. Aquest sistema descentralitzat era necessari per l'ordre social de l'època, però podia donar lloc a forces variades amb formació, equipament i habilitats variables. Com més recursos tingués accés el noble, millors serien les seves tropes.
Inicialment, les paraules "cavaller" i "noble" s'utilitzaven de manera intercanviable, ja que generalment no hi havia una distinció entre elles. Tot i que la noblesa va lluitar a cavall, també van rebre el suport de ciutadans de classe baixa, i mercenaris i criminals, l'únic propòsit dels quals era participar en la guerra perquè, la majoria de les vegades, tenien una breu feina durant el compromís del seu senyor. A mesura que avançava l'Edat Mitjana i es desenvolupava el feudalisme en un sistema social i econòmic legítim, els cavallers van començar a convertir-se en la seva pròpia classe amb una petita advertència: encara estaven en deute amb el seu senyor. Ja no es va impulsar principalment per les necessitats econòmiques, la nova classe vassall, en canvi, va ser impulsada per la lleialtat i la cavalleresa.
A mesura que els governs centrals van anar creixent en el poder, també va començar un retorn als exèrcits ciutadans del període clàssic, ja que els impostos centrals de la camperola van començar a ser l'eina central de reclutament. Anglaterra va ser un dels estats més centralitzats de l'Edat Mitjana, i els exèrcits que van lluitar a la Guerra dels Cent Anys estaven, predominantment, composts per professionals remunerats.
En teoria, tot anglès tenia l'obligació de servir durant quaranta dies. Quaranta dies no van ser suficients per a una campanya, especialment una al continent.
Així es va introduir l'scutage, pel qual la majoria dels anglesos pagaven per escapar del seu servei i aquests diners es van utilitzar per crear un exèrcit permanent. No obstant això, gairebé tots els exèrcits medievals d'Europa estaven composts per una gran quantitat de tropes bàsiques pagades, i hi havia un gran mercat de mercenaris a Europa almenys des de principis del segle XII.
A mesura que avançava l'Edat Mitjana a Itàlia, les ciutats italianes van començar a dependre principalment dels mercenaris per fer els seus combats en lloc de les milícies que havien dominat l'època medieval i alta en aquesta regió. Aquests serien grups de soldats de carrera que cobrarien una taxa fixa. Els mercenaris acostumaven a ser soldats efectius, especialment en combinació amb forces permanents, però a Itàlia van arribar a dominar els exèrcits de les ciutats-estat. Això els va fer considerablement menys fiables que un exèrcit permanent. La guerra de mercenaris a mercenaris a Itàlia també va provocar campanyes relativament sense sang que es basaven tant en la maniobra com en les batalles.
El 1439 la legislatura francesa, coneguda com a Estats Generals (en francès: états généraux), va aprovar lleis que restringien el reclutament i l'entrenament militar només al rei. Hi havia un nou impost a recaptar conegut com a taille que havia de proporcionar finançament per a un nou exèrcit reial. Les companyies mercenàries tenien l'opció d'unir-se a l'exèrcit reial com a compagnies d'ordonnance de manera permanent, o ser perseguides i destruïdes si s'hi negaven. França va guanyar un exèrcit permanent d'uns 6.000 homes, que va ser enviat per eliminar gradualment els mercenaris restants que van insistir a operar pel seu compte. El nou exèrcit permanent tenia un enfocament més disciplinat i professional de la guerra que els seus predecessors. Les reformes de la dècada de 1440, finalment van portar a la victòria francesa a Castillon el 1453, i la conclusió de la Guerra dels Cent Anys. El 1450 les companyies es van dividir en l'exèrcit de camp, conegut com a grande ordonnance i la força de guarnició coneguda com a petite ordonnance.

### Primera modernitat

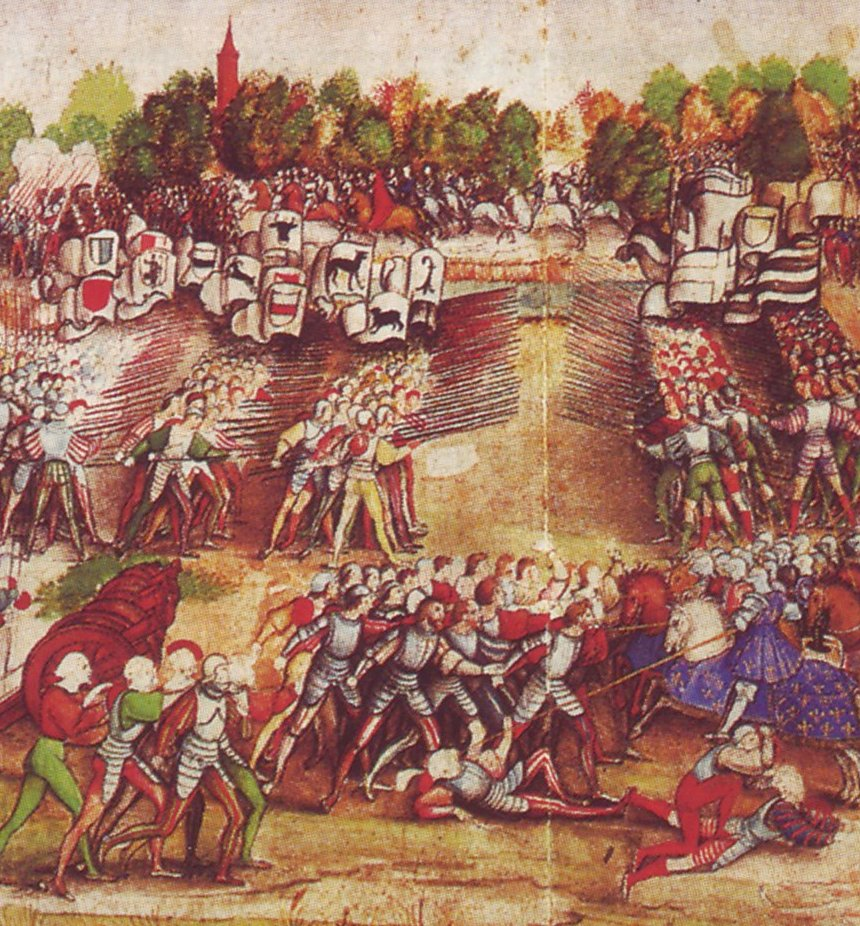
Mercenaris suïssos i Landsknechts alemanys lluitant per la glòria, la fama i els diners a la Batalla de Marignan (1515). La major part dels exèrcits del Renaixement estava compost per mercenaris.

Els primers estats nació no tenien els fons necessaris per mantenir les forces permanents, així que van tendir a contractar mercenaris per servir als seus exèrcits durant temps de guerra. Aquests mercenaris es formaven normalment al final dels períodes de conflicte, quan els homes d'armes ja no eren necessaris pels seus respectius governs.
Els soldats veterans van buscar així altres formes d'ocupació, convertint-se sovint en mercenaris. Les companyies lliures sovint s'especialitzaven en formes de combat que requerien períodes més llargs d'entrenament que no estaven disponibles en forma de milícia mobilitzada.
Fins a la dècada de 1650, la majoria de les tropes eren mercenaris. Tanmateix, després del segle XVII, la majoria dels estats van invertir en tropes permanents més disciplinades i més fiables políticament. Durant un temps els mercenaris es van fer importants com a entrenadors i administradors, però aviat aquestes tasques també van ser assumides per l'estat. La mida massiva d'aquests exèrcits requeria una gran força de suport d'administradors.
Els estats recentment centralitzats es van veure obligats a establir grans burocràcies organitzades per gestionar aquests exèrcits, que alguns historiadors consideren que és la base de l'estat burocràtic modern. La combinació de l'augment d'impostos i l'augment de la centralització de les funcions governamentals va provocar una sèrie de revoltes arreu d'Europa com la Fronde a França i la Guerra Civil anglesa.
En molts països, la resolució d'aquest conflicte va ser l'ascens de la monarquia absoluta. Només a Anglaterra i als Països Baixos el govern representatiu va evolucionar com a alternativa. Des de finals del segle XVII, els estats van aprendre a finançar les guerres mitjançant préstecs a llarg termini de baix interès de les institucions bancàries nacionals. El primer estat que va dominar aquest procés va ser la República Holandesa. Aquesta transformació en els exèrcits d'Europa va tenir un gran impacte social. Ara la defensa de l'estat requeia en els plebeus, no en els aristòcrates. Tanmateix, els aristòcrates van continuar monopolitzant el cos d'oficials de gairebé tots els primers exèrcits moderns, inclòs el seu alt comandament. A més, les revoltes populars quasi sempre fracassaven si no comptaven amb el suport i el patrocini de les classes nobles o nobles. Els nous exèrcits, per la seva gran despesa, depenien també de la fiscalitat i de les classes comercials que també van començar a reclamar un paper més gran en la societat. Les grans potències comercials dels holandesos i anglesos igualaven estats molt més grans en poder militar.
Com qualsevol home podia ser entrenat ràpidament en l'ús d'un mosquetó, va ser molt més fàcil formar exèrcits massius. La imprecisió de les armes va requerir grans grups de soldats en massa. Això va provocar un ràpid augment de la mida dels exèrcits. Per primera vegada grans masses de la població podien entrar en combat, més que només els professionals altament qualificats.